# Diane Abbott
Pour les articles homonymes, voir Abbott.
Diane Julie Abbott, née le 27 septembre 1953 à Londres, est une femme politique britannique, membre du Parti travailliste. Elle est députée représentant la circonscription de Hackney North and Stoke Newington à la Chambre des communes depuis les élections générales britanniques de 1987, quand elle devient la première femme noire élue à la Chambre des communes du Royaume-Uni.

## Biographie

### Jeunesse et formation
Fille d'immigrants jamaïcains, un père soudeur et une mère infirmière, Diane Abbott naît et grandit à Paddington, à Londres. Elle suit des études d'histoire au Newnham College de l'université de Cambridge.

### Carrière politique
La carrière politique de Diane Abbott a commencé en 1982, date à laquelle elle a été élue au conseil municipal de Westminster jusqu'en 1986. En 1983, elle a été active au sein du mouvement Black Sections, aux côtés de Bernie Grant, Paul Boateng et Keith Vaz, qui militaient pour une plus grande représentation politique des minorités ethniques. En 1985, elle s'est battue sans succès pour être sélectionnée à Brent East, au profit de Ken Livingstone. En 1987, elle est élue à la Chambre des communes, remplaçant le député travailliste désélectionné Ernie Roberts, comme député de Hackney North and Stoke Newington. Diane Abbott fut la première femme noire à devenir députée, élue la même année que Keith Vaz, Bernie Grant et Paul Boateng.
Le discours de Diane Abbott sur les libertés civiles dans le débat sur le projet de loi de 2008 sur la lutte contre le terrorisme a remporté le prix « Discours parlementaire de l'année » du magazine Spectator, ainsi qu'une nouvelle reconnaissance lors des prix des droits de l'homme de 2008.
Diane Abbott a siégé à de nombreux comités parlementaires sur des questions sociales et internationales. Pendant la majeure partie des années 1990, elle a également siégé au comité spécial du Trésor de la Chambre des communes. Elle a ensuite fait partie du comité restreint des affaires étrangères.
Diane Abbott préside le groupe parlementaire britannique et antillais parlementaire et le groupe pluripartite sur la drépanocytose et la thalassémie.
Elle est également fondatrice de l'initiative London Schools and Black Child, qui vise à améliorer les résultats scolaires des enfants noirs.

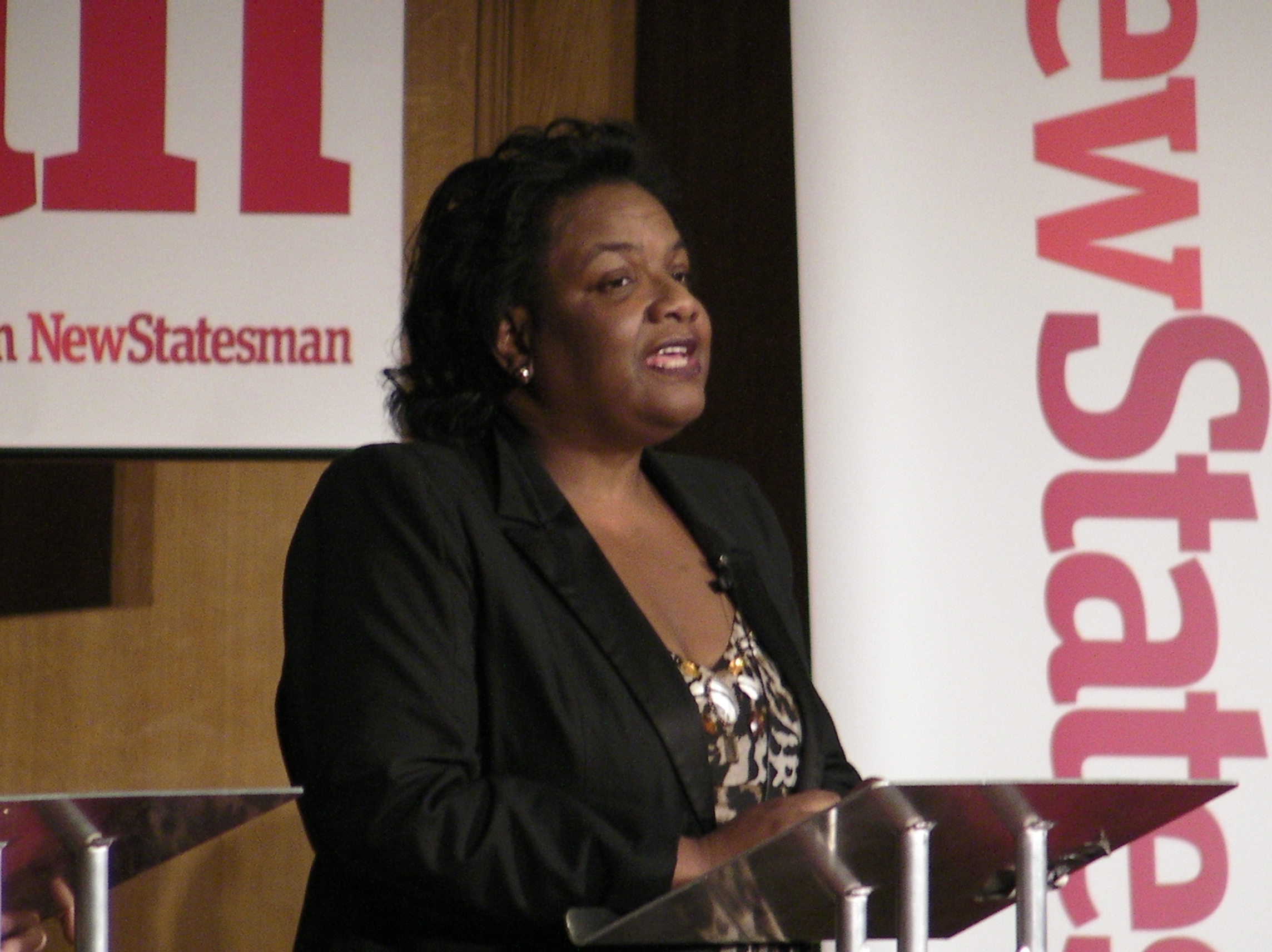
Diane Abbott s'exprimant à la tribune du New Statesman en 2010.

En mai 2010, elle est réélue dans sa circonscription de Hackney North et Stoke Newington, avec une majorité doublée sur un taux de participation accru. Elle a de nouveau été réélue en 2015 avec 63 % des voix.
Le 26 octobre 2012, une cérémonie est organisée à l'université de Londres à Goldsmiths pour rendre hommage aux 25 années de législature de Diane Abbott au Parlement, avec une série de contributions de Linton Kwesi Johnson, de Kadija Sesay, de Tunday Akintan et d'autres.
En avril 2023, le Parti travailliste britannique décide de suspendre Diane Abbott en raison d'une lettre publiée par le journal The Observer qu'elle a écrite sur le racisme. Elle y écrivait que les juifs, les Irlandais, les gens du voyage sont « sans aucun doute victimes de préjugés » mais « ne sont pas soumis toute leur vie au racisme », contrairement aux personnes noires. La lettre a suscité de vives réactions, dont celle du Parti travailliste qui « condamne totalement ces commentaires, qui sont profondément offensants et erronés ». Le sujet de l'antisémitisme est notamment extrêmement sensible au sein du parti, qui a été secoué ces dernières années par des incidents à répétition. Face aux réactions, la député a présenté ses excuses sur Twitter.

## Vie privée
Elle a eu une relation avec Jeremy Corbyn à la fin des années 1970, avant son mariage avec l'architecte David Percy Ayensu-Thompson en 1991.
Son fils James Abbott-Thompson, issu de ce mariage, a eu affaire à la justice britannique en mars 2020 pour outrage et violence sur agents de police le 28 novembre 2019.